# Барон Форрес
Барон Форрес из Гленогила в графстве Форфар — наследственный титул в системе Пэрства Соединённого королевства. Он был создан 19 июня 1922 года для шотландского бизнесмена и либерального политика сэра Арчибальда Уильямсона, 1-го баронета (1860—1931). 29 июля 1909 года для него был создан титул баронета Уильямсона из Гленогила в графстве Форфар. Арчибальд Уильямсон заседал в Палате общин Великобритании от Элгиншира и Нэрншира (1906—1918) и Морея и Нэрна (1918—1922), а также занимал должность финансового секретаря военного министерства (1919—1921). Он был сыном Стивена Уильямсона (1827—1903), который представлял в Палате общин Сент-Эндрус (1880—1885) и Килмарнок (1886—1895).
По состоянию на 2025 год носителем титула являлся праправнук первого барона, Джордж Арчибальд Уильямсон, 5-й барон Форрес (род. 1972), который стал преемником своего отца в 2025 году.

## Бароны Форрес (1922)
- 1922—1931: Арчибальд Уильямсон, 1-й барон Форрес (28 июня 1860 — 16 июня 1931), старший сын бизнесмена и политика Стивена Уильямсона (1827—1903)[1];
- 1931—1954: Стивен Кеннет Гатри Уильямсон, 2-й барон Форрес (20 марта 1888 — 26 июня 1954), старший сын предыдущего[2];
- 1954—1978: Джон Арчибальд Харфорд Уильямсон, 3-й барон Форрес (30 октября 1922 — 22 сентября 1978), старший сын предыдущего[3];
- 1978—2025: Аластер Стивен Грант Уильямсон, 4-й барон Форрес (16 мая 1946 — 12 апреля 2025), единственный сын предыдущего[4];
- 2025 — настоящее время: Джордж Арчибальд Уильямсон, 5-й барон Форрес (род. 16 августа 1972), старший сын предыдущего[5];
  - Наследник титула: достопочтенный Гатри Джон Уильямсон (род. 14 апреля 1975), младший брат предыдущего[6][7].